# انجیل پلیدی
انجیل پلیدی: کتاب مقدس انحطاط و تاریکی (به انگلیسی: The Gospel of Filth: A Bible of Decadence & Darkness) که قبلاً به عنوان (انجیل پلیدی: کتاب مقدس بلک‌متال) شناخته می‌شد، کتابی است نوشته دنی فیلث و گوین بدلی.
این کتاب، تاریخچه‌ای است از گروه موزیک کریدل آو فیلث که نویسندگان آن در جریان توضیح این تاریخچه گاه از مسیر بیرون رفته و نفوذ این گروه موسیقی را بر دیگران هم بررسی می‌کنند که طی آن جنبه‌های جالبی از گوشه‌های پنهان فرهنگ معاصر نیز افشا می‌شود.

## محتوا
برپایه بیانیه مطبوعاتی که در این مورد منتشر شده، این کتاب منابع «شیطانی» که کریدل آو فیلث از آن‌ها الهام و اطلاعات گرفته را بازشکافی می‌کند. این بیانیه می‌گوید که:
«این کتاب شامل تمامی نقاط برجسته در حوزه تاریکی‌ها است ازجمله کشف رازهای درونی جادوی سیاه از طریق مناسک جنسی خون‌آشام‌ها. این کتاب، ترکیبی ماهرانه‌است از مضمون‌های بُنجُل به سبک فیلم‌های ساخته شرکت هَمِر، که علاوه بر آن میزان زیادی محتوای جنسی به آن اضافه شده و مقادیری هم از اطلاعات اصیل هنر سیاه و شوخی‌های شرارت‌آمیز در آن گنجانده شده‌است. رهروان خالص ظلمات از این کتاب حظی بسیار خواهند برد.»
دست‌اندرکاران تنظیم محتوای این کتاب عبارتند از کریستوفر لی (هنرپیشه)، رابرت رسلر (متخصص امور قتل‌های زنجیره‌ای)، کلیو بارکز (نویسنده) و کارن گرینلی (مرده‌باز).

## فصل‌های کتاب
- رازورزی در انگلستان
- هنرهای سیاه
- زن افسونگر
- افسانه‌های تاریک
- رمانتیک‌گرایی گوتیک
- اسطوره‌شناسی قتل
- فیلم و داستان‌های دهشتناک
- کژروی و هوس
- آموزه‌های دیو
- نسیان

نسخه اول کتاب با ۳۲ صفحه (شابک ۹۷۸-۱-۹۰۳۲۵۴-۳۸-۷) در تاریخ ۲۱ نوامبر ۲۰۰۹ منتشر شد و سرانجام در فوریه ۲۰۱۰ نسخه استاندارد آن انتشار یافت.